# Innerthal
Innerthal é uma comuna da Suíça, no Cantão Schwyz, com cerca de 174 habitantes. Estende-se por uma área de 50,22 km², de densidade populacional de 3 hab/km². Confina com as seguintes comunas: Einsiedeln, Glarona (Glarus) (GL), Muotathal, Näfels (GL), Oberurnen (GL), Schübelbach, Unteriberg, Vorderthal.
A língua oficial nesta comuna é o Alemão.

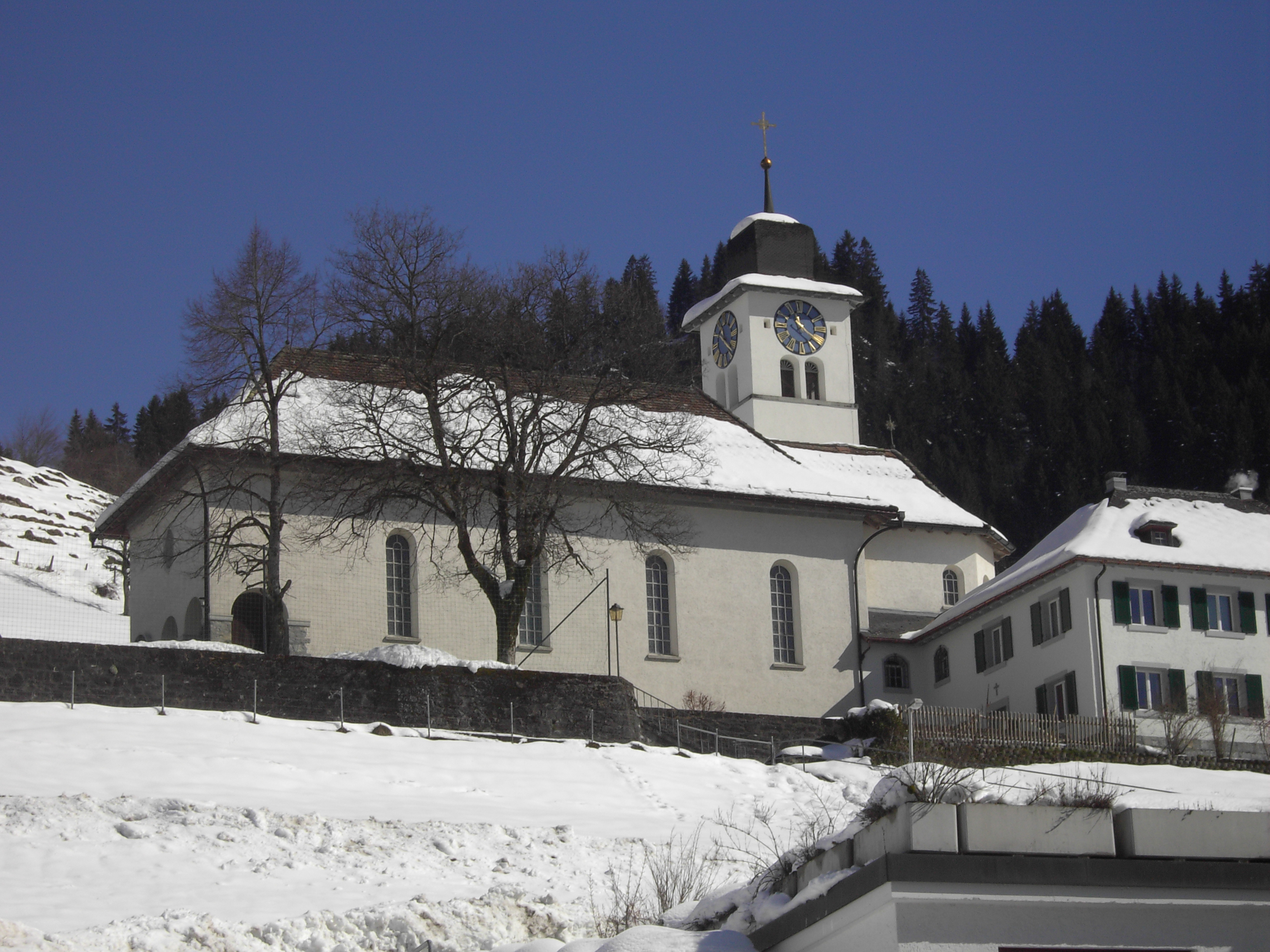
Kirche.